# Jan Geerits
Jan Geerits (ur. 22 marca 1958 w Bree) – belgijski duchowny rzymskokatolicki, w latach 2006-2010 administrator apostolski Komorów.

## Życiorys
Święcenia kapłańskie przyjął 3 sierpnia 1985. 6 czerwca 2006 został mianowany administratorem apostolskim Komorów. 1 maja 2010 zrezygnował z urzędu.